# Les Brouzils
Les Brouzils település Franciaországban, Vendée megyében. Lakosainak száma 2916 fő (2022. január 1.). Les Brouzils Chauché, Chavagnes-en-Paillers, La Copechagnière, L’Herbergement, Saint-Denis-la-Chevasse, Montaigu-Vendée és Montréverd községekkel határos.

## Népesség
A település népességének változása:
| Lakosok száma | 2702 | 2779 | 2845 | 2799 | 2808 | 2816 | 2883 | 2914 | 2916 |
|               | 2013 | 2015 | 2016 | 2017 | 2018 | 2019 | 2020 | 2021 | 2022 |